# Kaap Blossom (Rusland)
Kaap Blossom (Russisch: Мыс Блоссом) is de meest zuidwestelijke kaap van het Russische eiland Wrangel. Iets ten oosten van de kaap ligt het voormalige weerstation Vynosnaja en iets ten noorden een izba (jachthut), die werd gebouwd ten tijde van Oesjavkovs bezoek aan het eiland in de jaren 1920. Bij de kaap bevindt zich ook het graf van een onbekende met erop een houten kruis.
De kaap heeft een hoogte van slechts 2 meter en bevindt zich aan het einde van een zandige landtong, ten zuidwesten van de langgerekte Vajgatsjlagune en vormt het noordwestelijke eindpunt van de Straat Long, die hier overgaat in de Oost-Siberische Zee. Bij de kaap bevinden zich vaak kolonies van soms enkele tienduizenden walrussen, die soms meer dan 100 ijsberen aantrekken. In 1911 plaatste Boris Vilkitski ten noorden van de kaap bij Kaap Thomas (Fomy) de Russische vlag (in een ijzeren piramide) om Wrangel voor Rusland te claimen.

## Weerstation
Het weerstation werd opgericht in 1941 door het Hoofdbestuur Noordelijke Zeeroute en was door een onverharde weg verbonden met Zvjozdny (opgericht in jaren 1960) en Oesjakovskoje. Meteorologen en aerologen verrichten er van mei tot oktober hydrologisch onderzoek en ijsobservaties onder spartaanse omstandigheden; er was alleen een ijzeren stoof voor verwarming, medische problemen moesten ze zelf oplossen en net als veel andere poolstations hadden ze vaak te maken met ijsberen, die nogal eens de apparatuur buiten vernielden. Van 1941 tot de sluiting van het weerstation in 1973 werkten er in totaal ongeveer 100 mensen.